# پنج‌گانه مدرن در المپیک تابستانی ۲۰۲۴
پنج‌گانه مدرن یکی از ورزش‌های المپیک تابستانی ۲۰۲۴ است که از ۸ تا ۱۱ اوت برگزار شده است.
این مسابقات در دو بخش مردان و زنان انجام شده.

## تقویم مسابقات
Time's are subject to change.
| تاریخ | 8 Aug | 9 Aug | 10 Aug | 11 Aug |
| ----- | ----- | ----- | ------ | ------ |
| مردان | FRR   | SF    | F      |        |
| زنان  | FRR   |       | SF     | F      |

FRR = Fencing Ranking Round, SF = Semifinals, F = Final

## نتایج

### جدول مدال‌ها
*   کشور میزبان (فرانسه)
| رتبه          | NOC           | طلا | نقره | برنز | مجموع |
| ------------- | ------------- | --- | ---- | ---- | ----- |
| ۱             | مجارستان      | ۱   | ۰    | ۰    | ۱     |
| ۱             | مصر           | ۱   | ۰    | ۰    | ۱     |
| ۳             | فرانسه        | ۰   | ۱    | ۰    | ۱     |
| ۳             | ژاپن          | ۰   | ۱    | ۰    | ۱     |
| ۵             | ایتالیا       | ۰   | ۰    | ۱    | ۱     |
| ۵             | کره جنوبی     | ۰   | ۰    | ۱    | ۱     |
| مجموع (۶ NOC) | مجموع (۶ NOC) | ۲   | ۲    | ۲    | ۶     |

### مدال‌آوران
| رویداد | طلا                    | نقره                 | برنز                      |
| مردان  | احمد الجندی · مصر      | تایشو ساتو · ژاپن    | جورجو مالان · ایتالیا     |
| زنان   | میشل گولیاش · مجارستان | الودی کلوول · فرانسه | سونگ سونگ مین · کره جنوبی |